# Renata Tykierka
Renata Tykierka, po mężu Bastek (ur. 2 grudnia 1943 w Rawie Ruskiej) – polska pływaczka, wielokrotna mistrzyni Polski, rekordzistka Polski, medalistka Letniej Uniwersjady (1961).

## Kariera sportowa
Od 1955 była zawodniczką Ślęzy Wrocław. Na Letniej Uniwersjadzie w 1961 zdobyła brązowy medal w sztafecie 4 x 100 m stylem zmiennym (partnerkami były Danuta Zachariasiewicz, Krystyna Jagodzińska i Alicja Klemińska).
Na mistrzostwach Polski na basenie 50-metrowym zdobyła indywidualnie 6 medali oraz 5 tytułów mistrzyni Polski w sztafecie:
- 50 m stylem dowolnym: 3 m. (1964)
- 100 m stylem dowolnym: 2 m. (1963), 3 m (1960, 1961, 1964)
- 100 m stylem motylkowym: 3 m. (1965)
- 4 x 100 m stylem dowolnym: 1 m. (1961, 1963)
- 4 x 100 m stylem zmiennym: 1 m. (1961, 1963, 1965)

Odnosiła sukcesy w zawodach weteranów, była m.in. mistrzynią Europy w 1999 (50 m stylem grzbietowym), 2005 (100 m stylem dowolnym), 2010 (50 m stylem dowolnym i 100 m stylem dowolnym).
W 1966 ukończyła studia na Wydziale Prawa Uniwersytetu Wrocławskiego, pracowała m.in. jako główna księgowa. Jej mężem jest od 1965 pływak Ewald Bastek, jej siostrą jest pływaczka Grażyna Tykierka.